# Stanisław Noakowski
Stanisław Noakowski (ur. 26 marca 1867 w Nieszawie, zm. 1 października 1928 w Warszawie) – polski architekt, malarz, rysownik, historyk sztuki.

## Życiorys

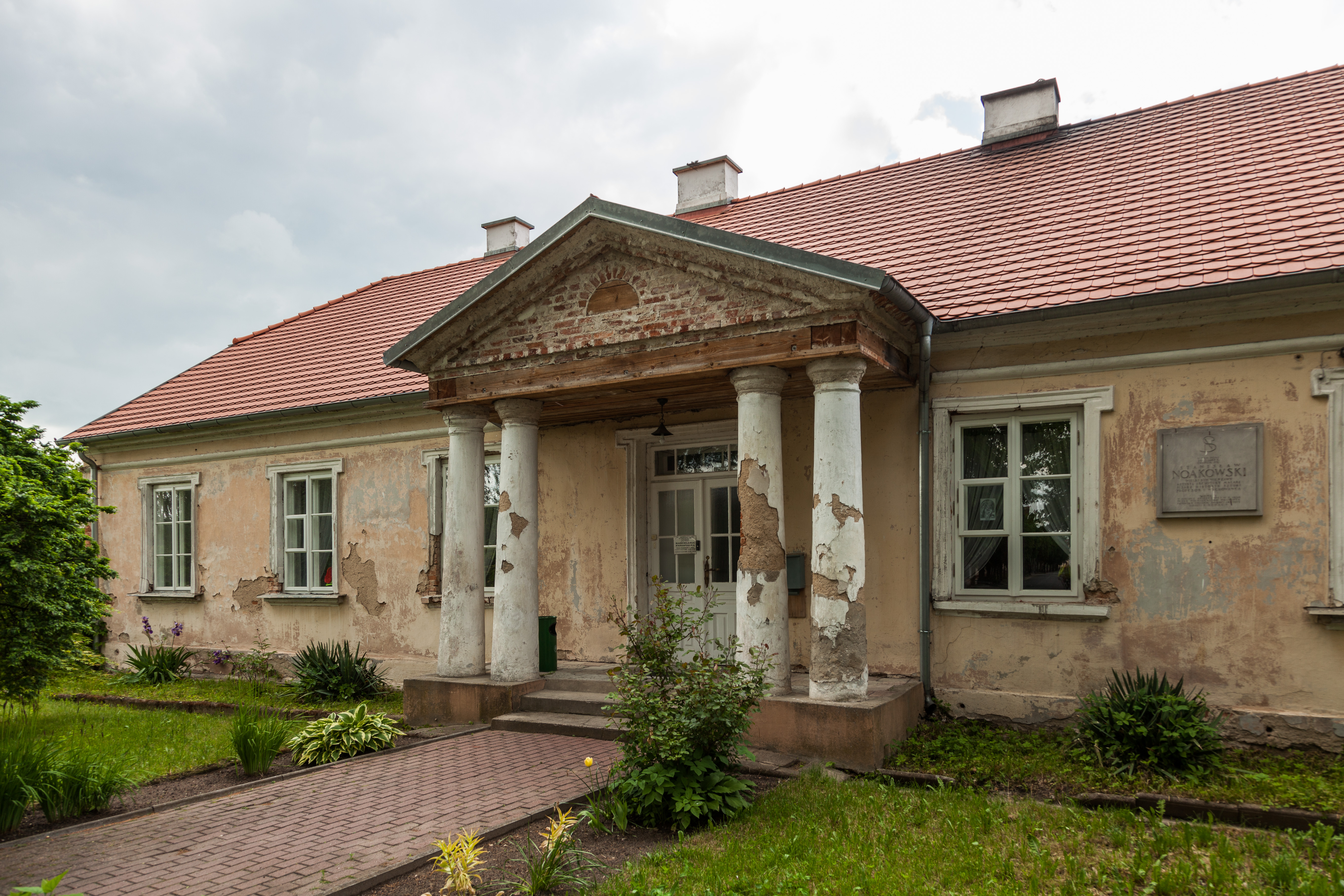
Dom narodzin Stanisława Noakowskiego w Nieszawie

Drugi syn Władysława Noakowskiego (1827-1879) rejenta okręgu nieszawskiego i Eleonory z Sandomierskich (1839-1910). Ojciec artysty w młodości bawił się piórem. Tłumaczył pisarzy francuskich (z oryginału) i angielskich (z francuskiego). Ojciec i brat Noakowskiego bardzo dobrze rysowali. Matka bardzo zajmująco opowiadała. Stanisław Noakowski od wczesnej młodości zdradzał zamiłowanie do rysunku i historii.
Uczył się najpierw w szkole realnej we Włocławku (1877–1884) – jego nauczycielem rysunku był Ludwik Bouchard, malarz, krytyk artystyczny i pisarz o sztuce – a później w gimnazjum w Łowiczu (1884–1886). Studiował architekturę w Cesarskiej Akademii Sztuk Pięknych w Petersburgu (1886–1894). W 1895 jako stypendysta Akademii odbył podróż po Europie.
Studia – łącznie z wyjazdami na stypendia zagraniczne – zajęły mu 12 lat, do roku 1898. Tuż po otrzymaniu dyplomu rozpoczął starania o stanowisko wykładowcy na Politechnice Warszawskiej, jednak bezskutecznie. Został więc w Rosji i w latach 1899–1918 zajął się nauczaniem. W roku 1906 został powołany na profesora Moskiewskiej Szkoły Malarstwa, Rzeźby i Architektury.
Od 1915 roku był członkiem Akademii Sztuk Pięknych w Petersburgu, w 1918 został powołany do Moskiewskiego Kolegium Plastycznego. W Rosji spędził 20 lat.
Profesurę na Politechnice otrzymał dopiero w roku 1919 i został jednym z najpopularniejszych i najbardziej cenionych wykładowców. Przez trzy lata był dziekanem Wydziału Architektury.
Uczył historii architektury nowożytnej.

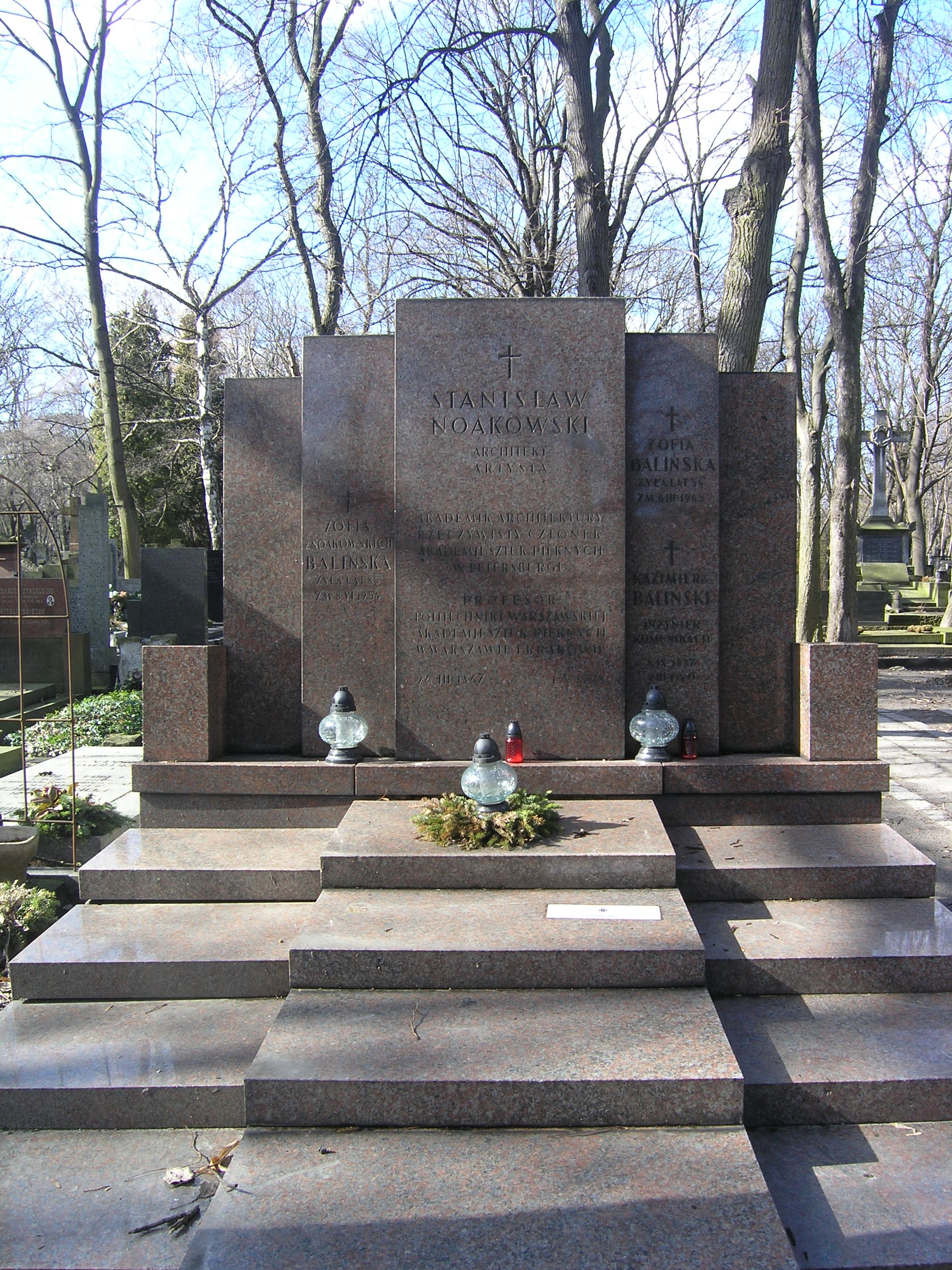
Grób Noakowskiego na cmentarzu Powązkowskim (2012)

Stanisław Noakowski spoczywa na cmentarzu Powązkowskim w Warszawie (kw. 233–I–5).

### Kalendarium życia
- 1867 – w Nieszawie na Kujawach urodził się Stanisław Noakowski.
- 1877–1884 – uczęszczał do Sześcioklasowej Szkoły Realnej we Włocławku.
- 1886 – ukończył siódmą klasę w Łowickiej Szkole Realnej. Wyjazd do Petersburga, gdzie wstąpił na Wydział Budownictwa tamtejszej Akademii Sztuk Pięknych.
- 1894 – ukończył Akademię i otrzymał stypendium na wyjazd za granicę (Włochy, Niemcy, Szwajcaria, Francja, Anglia).
- 1898 – powrót do Petersburga, gdzie przyłączył się do grupy młodych rosyjskich artystów zgrupowanych wokół czasopisma „Świat Sztuki”.
- 1899 – mianowany kustoszem muzeum Stroganowskiej Szkoły Przemysłu Artystycznego w Moskwie, a następnie wykładowcą tej uczelni.
- 1901 – wystawił w Moskwie cykl rysunków „Stara Rosyjska Architektura”.
- 1903 – otrzymał II nagrodę na ogłoszonym w Moskwie konkursie na projekt pałacyku dla księcia P. P. Wolkońskiego.
- 1906 – został profesorem moskiewskiej Uczelni Malarstwa, Rzeźby i Architektury.
- 1907 – zwiedzał Grecję.
- 1909 – podróż do Włoch.
- 1908 – zaproszony na członka Towarzystwa Artystów Polskich „Sztuka”.
- 1911 – propozycja (nieprzyjęta) objęcia Katedry Architektury na Akademii Sztuk Pięknych w Krakowie.
- 1912 – wydał w Moskwie album „Pomysły architektoniczne w stylach polskich”
- 1914 – otrzymał tytuł honorowy członka petersburskiej Akademii Sztuk Pięknych.
- 1915 – wybrany członkiem rzeczywistym petersburskiej Akademii Sztuk Pięknych, został członkiem korespondentem Moskiewskiego Towarzystwa Archeologicznego[2].
- 1918 – wszedł do utworzonego w Moskwie Kolegium Artystycznego przy sekcji Sztuk Przedstawiających Ludowego Komisariatu Oświaty. Jesienią wraca do Warszawy. Rozpoczął pracę jako referent inwentaryzacji w Ministerstwie Sztuki i Kultury.
- 1919 – mianowany profesorem zwyczajnym historii architektury nowożytnej na Wydziale Architektury Politechniki Warszawskiej.
- 1920-1923 – dziekan Wydziału Architektury Politechniki Warszawskiej.
- 1923 – został profesorem warszawskiej Szkoły Sztuk Pięknych.
- 1921–1928 – wystawy prac (Londyn, Paryż, Praga, Wiedeń, Budapeszt, Amsterdam).
- 1928 – 1 października zmarł.

## Twórczość

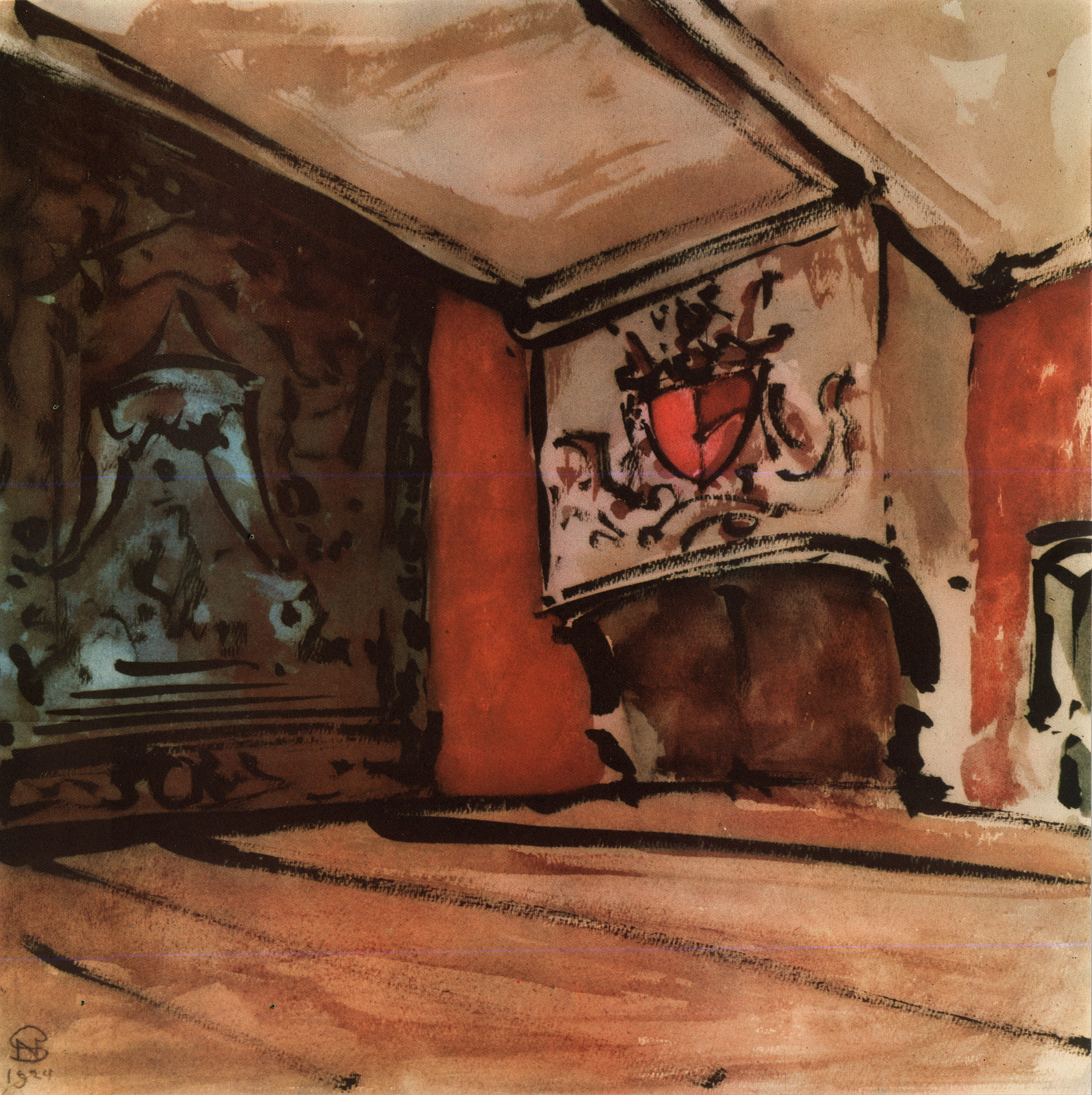
Wnętrze zamkowe (1924)

Noakowski tworzył kolorowe rysunki na temat architektury europejskiej wszystkich epok i stylów, a także projekty nowoczesne. W jego twórczości widoczny jest wpływ secesji. Zaznaczył się on w projektach dworków wiejskich i mauzoleów parkowych, a także w ornamentyce exlibrisów. Malował tuszem, sepią lub akwarelą.
Wykonał tysiące rysunków i cykli rysunkowych, w których widać jego niezwykłą wrażliwość na piękno w architekturze. Noakowski tworzył tak zwaną fantazję architektoniczną, czyli pokazywał jak mógłby wyglądać dowolny obiekt w każdej epoce. Bardzo dużo pracował, stworzył wiele cykli rysunkowych.
Wystawiał w kraju i za granicą.

### Wykonane prace (wybór)
- projekt kaplicy mieszczącej urnę z sercem T. Kościuszki na zamku w Rapperswillu, 1895
- projekt dwóch nagrobków biskupów kujawskich do katedry włocławskiej
- Opracował cykl rysunków zwany „suitą polską”
- Seria Widoków Wzgórza Wawelskiego
- projekty rekonstrukcji sal w Belwederze
- seria Bram Wolności
- fantazje na temat architektury asyryjsko- babilońskiej

## Odznaczenia i nagrody
- Order św. Stanisława II klasy, 1907
- komandoria orderu Polonia Restituta, 2 maja 1923[3]
- Nagroda Prezesa Rady Ministrów za całokształt działalności artystycznej, 1926

## Członkostwa w organizacjach życia
- członek Towarzystwa Artystów Polskich „Sztuka”
- członek Polskiego Instytutu Sztuk Pięknych w Krakowie (od 1924)

## Upamiętnienie

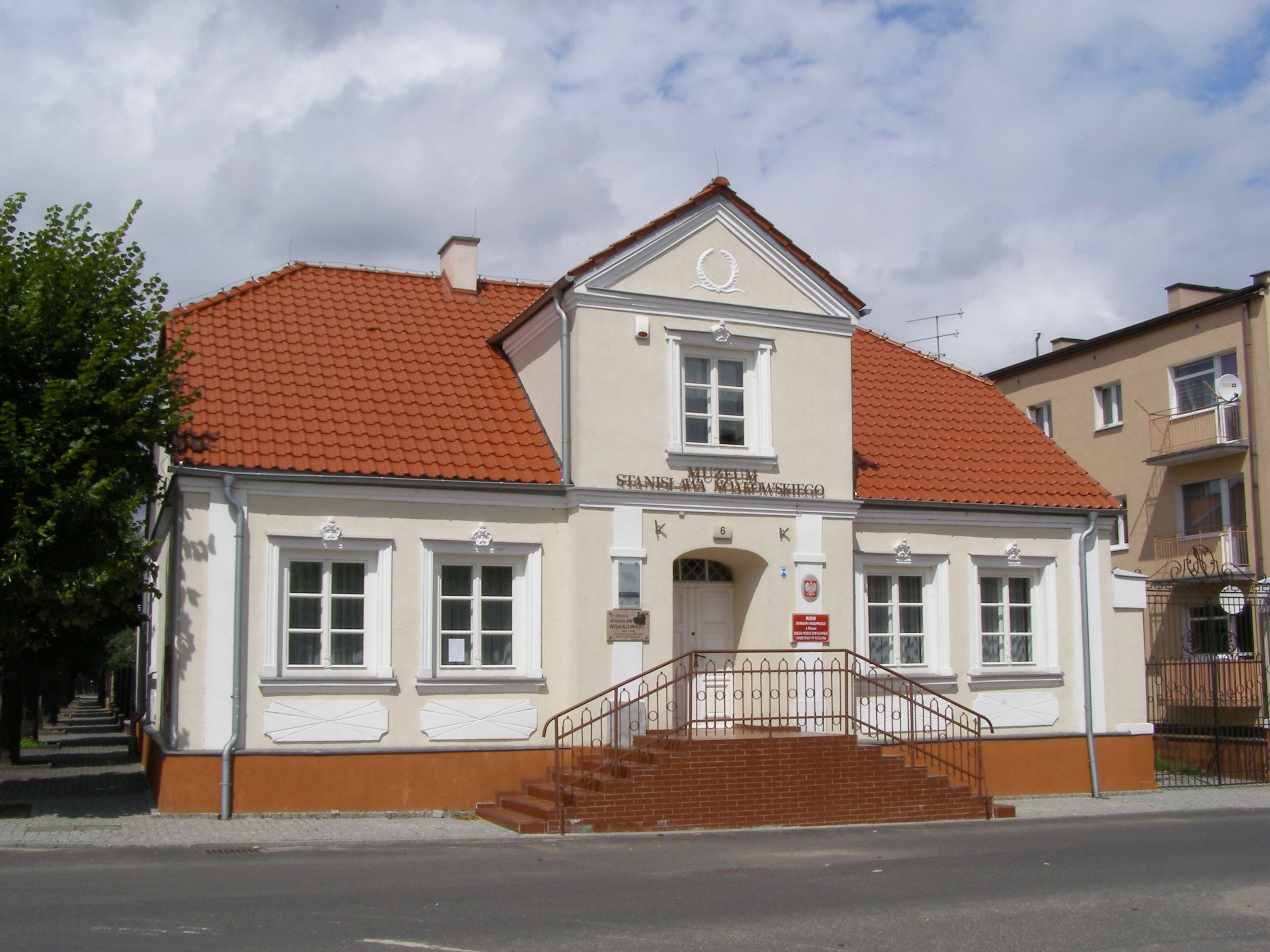
Muzeum Stanisława Noakowskiego w Nieszawie, zlokalizowane w dawnym domu Noakowskiego

W 1934 roku w klasycystycznym domu z I połowy XIX w., w którym rodzina Noakowskich mieszkała w latach 1868–1877, utworzono Muzeum im. Stanisława Noakowskiego w Nieszawie.
W październiku 1938 roku prezydent Stefan Starzyński uroczyście ogłosił, że część ulicy Polnej, tuż przy Politechnice, między ul. 6 sierpnia a Koszykową, będzie nosiła imię Stanisława Noakowskiego.
Oprócz tego ulice Stanisława Noakowskiego znajdują się w Bydgoszczy, Częstochowie, Gdańsku, Gliwicach, Józefowie, Ostrowi Mazowieckiej, Nieszawie, Piastowie, Szczecinie, Włocławku i Wrocławiu.